# Isla Tory
La Isla Tory (en irlandés: Oileán Toraigh) está situada a 12 kilómetros mar adentro de la costa noroeste del condado de Donegal, Irlanda. Su longitud es de más o menos 5 kilómetros y su amplitud de algo más de uno, y cuenta una población]de cerca de 170 habitantes distribuidos en 4 núcleos de población: East Town, West Town, Middletown y	Newtown.
El idioma principal hablado en la isla es el irlandés. Tory es parte del Gaeltacht Donegal, y del Ulster irlandés (Gaeilge Uladh) como principal dialecto irlandés en uso.

## Historia
Desde los años 1950, Tory se ha convertido en un lugar de reunión de artistas que han ido formando una pequeña comunidad de galerías artísticas. Uno de los artistas más famosos es Patsy Dan Rodgers, que ostenta la posición de Rey de Tory. Este título es muy curioso, no le atribuye ningún poder formal, y obviamente no es reconocido por el gobierno irlandés, pero es una tradición cultural de la isla y tiene una cierta importancia social en la pequeña comunidad de Tory. Lo particular de esta monarquía es que el soberano es elegido por la población.
Según el libro apócrifo de historia irlandesa Lebor Gabála Érenn, Tory fue la sede de la torre de Conand, fortaleza de los fomorianos, más tarde derrotados por los nemedianos en la gran batalla de Irlanda. También se cuenta que el último rey fomoriano, Balor o Bhaloir del ojo diabólico, vivió allí. Balor habría encarcelado a Ethlinn en una torre construida en Tor Mor, un islote enfrente de Tory.
El 22 de septiembre de 1884, la fragata británica HMS Wasp, naufragó cerca del faro. Perecieron 52 tripulantes de 58.

## Galería

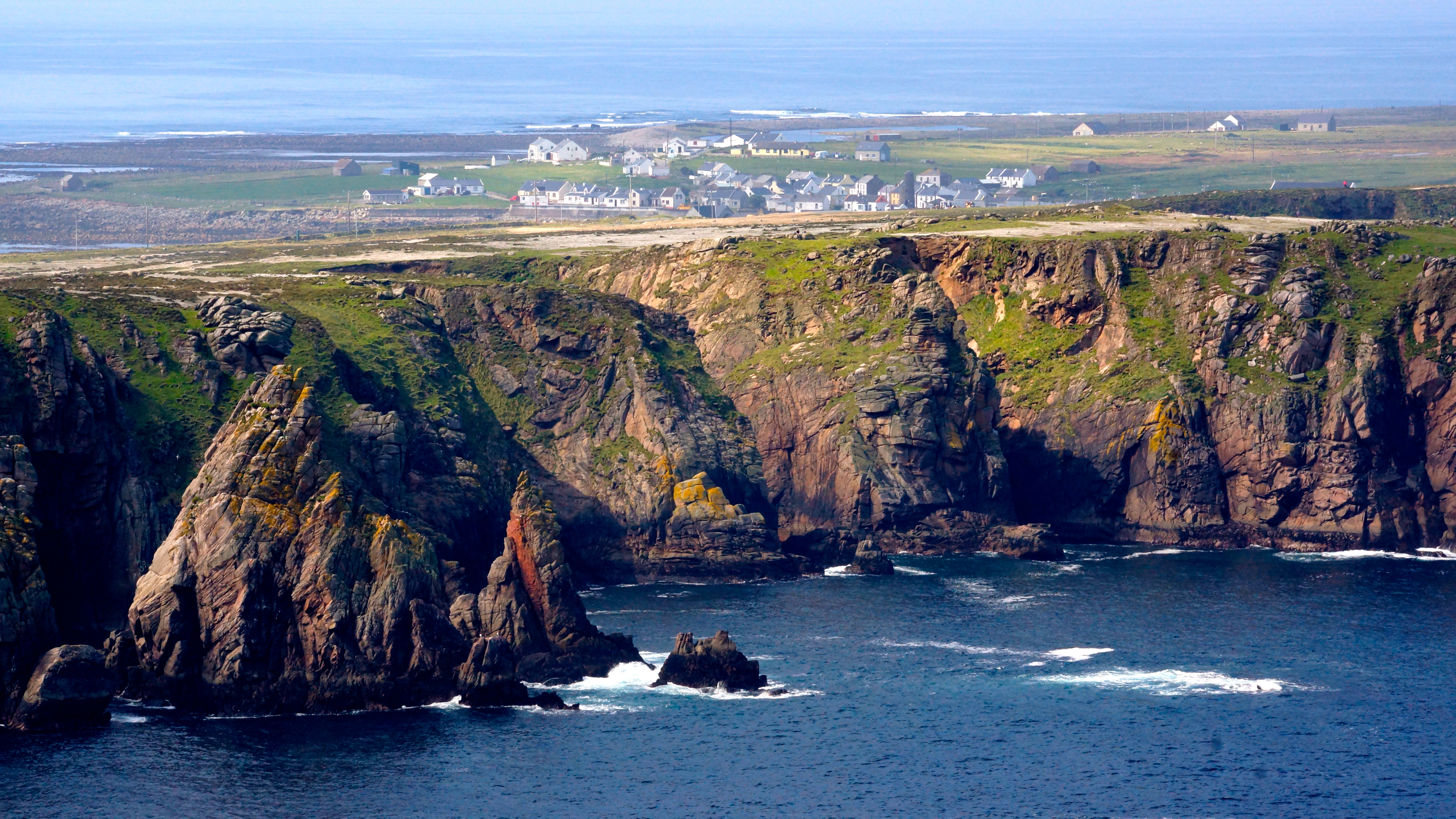
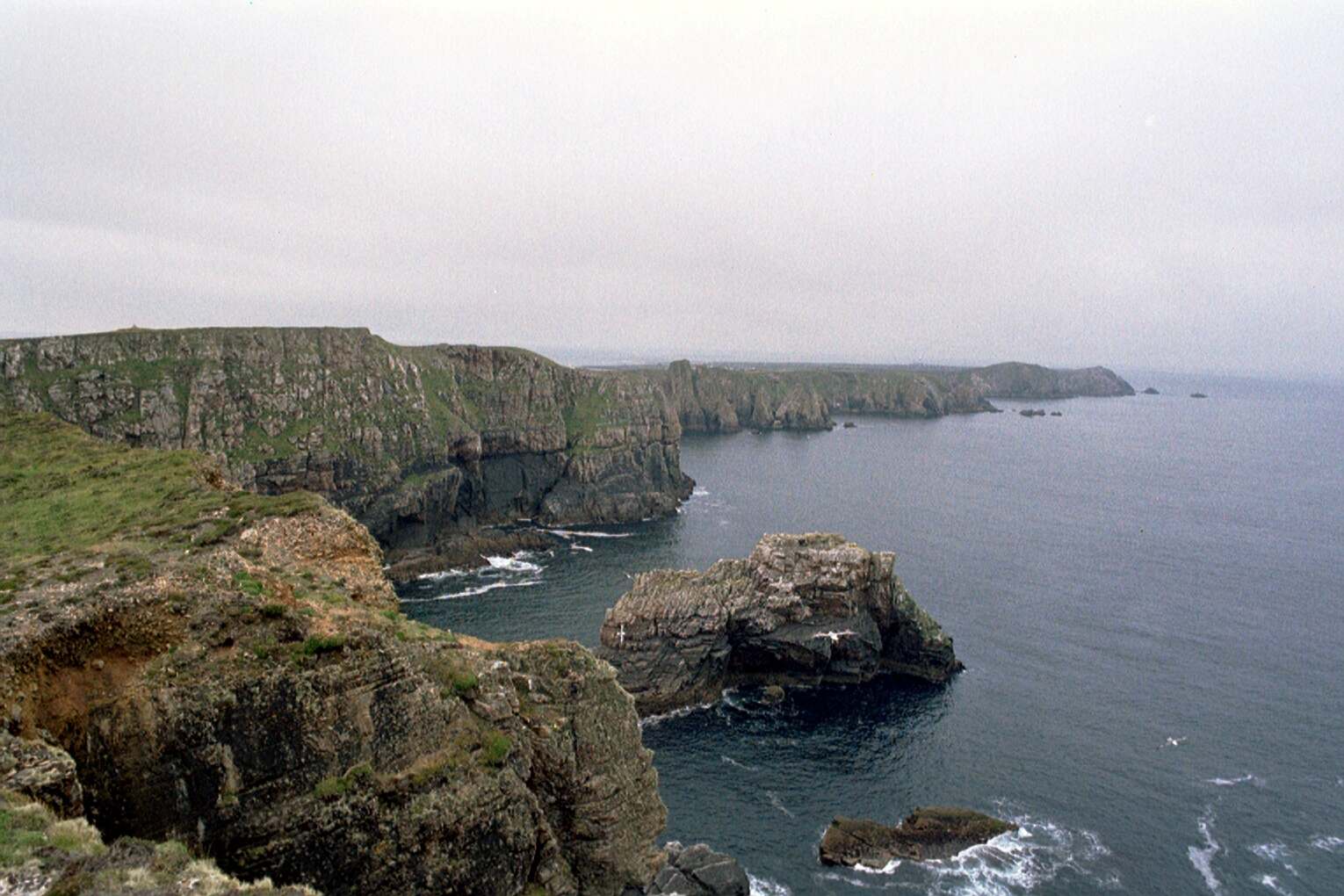
Vista desde el Dún Bhaloir
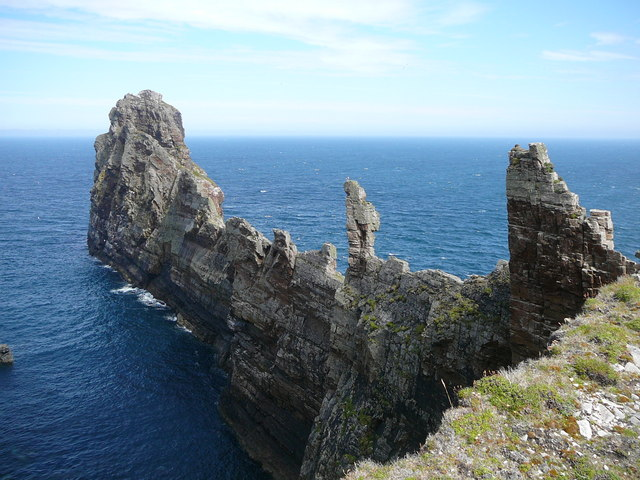
Tor Mór